# Promycteromyia penai
Promycteromyia penai är en tvåvingeart som beskrevs av Coscaron och Philip 1979. Promycteromyia penai ingår i släktet Promycteromyia och familjen bromsar. Inga underarter finns listade i Catalogue of Life.